# أنثوني كومستوك
أنثوني كومستوك (بالإنجليزية: Anthony Comstock)‏ (7 مارس 1844 - 21 سبتمبر 1915) مفتش بريدي وسياسي أمريكي، كرس أفكاره لمناهضة الأخلاق الفيكتورية، في عام 1872 أسس كومستوك مؤسسة أطلق عليها تسمية جمعية مكافحة الرذيلة، استخدمت مصطلحات «كومستوكري» و «كومستوكزم» لحملته الواسعة لفرض رقابة على المواد التي اعتبرها غير لائقة وفاحشة، مثل عارض الأدب الفاحش، والإجهاض، ووسائل منع الحمل، والقمار، والدعارة، والدجال.

## نشأته
ولد كومستوك في نيو كانان، كونيتيكت، ابن بولي آن (لوكوود) وتوماس أنتوني كومستوك. عندما كان شابًا، جند وحارب من أجل الاتحاد في الحرب الأهلية الأمريكية من 1863 إلى 1865، بعد ذلك أصبح عاملاً نشطًا في جمعية الشبان المسيحيين في مدينة نيويورك.

## عمله

### جهود الرقابة

#### التدين المسيحي
لاقى كومستوك كراهيةً شديدةً من المجموعات الداعمة للحريات المدنية ودعمًا قويًا من الجماعات الكنسية القلقة حول مواضيع الآداب العامة.
ألقى كومستوك –الذي وصف نفسه بـ «منجل في حديقة الله»- القبض على دروبين مورتمير بينت لنشره «رسالة مفتوحة ليسوع المسيح»، وغرَّم المحرر لاحقًا لإرساله كتيب الحب الحر. خضع بينت للقضاء، وانتشرت محاكمته على نطاق واسع، ليُسجَن في النهاية بسجن ألباني.
خلال حياته المهنية، اشتبك كومستوك مع إيما جولدمان ومارغريت سانغر. في سيرتها الذاتية، أشارت غولدمان إلى كومستوك على أنه زعيم «مخصيو الأخلاق» في أمريكا. امتلك كومستوك العديد من الأعداء، وفي السنوات اللاحقة تأثرت صحته بضربة شديدة على الرأس من مهاجم مجهول. حاضر لجمهور الكلية وكتب مقالات صحفية للحفاظ على أسبابه. قبل وفاته، جذب كومستوك اهتمام طالب قانون شاب يُدعى جون إدغار هوفر؛ إذ كان هوفر مهتمًا بقضاياه وأساليبه.

#### خدمات الحكومة الأمريكية
في عام 1873، أنشأ كومستوك جمعية نيويورك لقمع الرذيلة، وهي مؤسسة مكرسة للإشراف على أخلاق العامة. في وقت لاحق من ذلك العام، نجح كومستوك في التأثير على كونغرس الولايات المتحدة لتمرير قانون كومستوك، الذي جعل تسليم المواد الفاحشة أو البذيئة أو الفاسدة عن طريق البريد الأمريكي أو عن طريق وسائل النقل الأخرى غير قانوني، بالإضافة إلى حظر أي طرق لإنتاج أو نشر المعلومات المتعلقة بالإجهاض ومنع الحمل والوقاية من الأمراض المنتقلة بالجنس.
كانت أفكار كومستوك عما يمكن أن يكون فاحشًا أو بذيئًا أو فاسدًا واسعة النطاق. خلال فترة نفوذه الأعظم، حُظِرَ إرسال بعض الكتب الدراسية التشريحية إلى طلاب الطب بواسطة خدمة بريد الولايات المتحدة.
كان من المطلعين السياسيين المحنكين في مدينة نيويورك ووكيلًا خاصًا لخدمة بريد الولايات المتحدة بسلطات بوليسية تضمّنت الحق في حمل السلاح. بهذه السلطة، حاكم بحماسة أولئك الذين اشتبه بتوزيعهم العام للمواد الإباحية أو مشاركتهم بالاحتيال التجاري. شارك في إغلاق يانصيب لويزيانا الذي كان اليانصيب القانوني الوحيد في الولايات المتحدة آنذاك والذي كان مشهورًا بفساده.

### معارضة ناشطي حق المرأة في الاقتراع
اشتهر كومستوك أيضًا بمعارضته لناشطات حق المرأة في الاقتراع مثل فكتوريا كلافلين وودهل وأختها تينيسي سيليست كلافلين والمرتبطين بهم. قامت مجلة الرجال ذا دايز دوينغز بنشر صور الأختين لمدة ثلاث سنوات وأمر محررها (بينما كان كومستوك موجودًا) بالتوقف عن إنتاج صور بذيئة. اتخذ كومستوك إجراءات قانونية ضد الصحيفة لإعلان موانع الحمل. عندما فضحت الأختان العلاقة الغرامية بين القس هنري وارد بيتشر وإليزابيث تيلتون، قُبض عليهما بموجب قوانين تحظر استخدام الخدمة البريدية لتوزيع المواد الفاحشة –مستشهدًا باقتباس مشوه من الكتاب المقدس وجده كومستوك فاحشًا، ولكن جرت تبرئتهما من هذه التهم لاحقًا.
كانت آيدا كرادوك الأقل حظًا، فقد انتحرت عشية إبلاغ السجن الفيدرالي بتوزيعها مؤلفات تضمنت كتيبات زوجية صريحة جنسيًا عبر البريد الأمريكي. كان عملها الأخير عبارة عن مذكرة انتحار عامة مطولة تدين كومستوك على وجه التحديد.
اعتقل كومستوك المُجهِضَة البارزة مدام ريستيل. في عام 1878، تظاهر بأنه عميل يسعى إلى تحديد النسل لزوجته. زودته رستيل بالعقار المطلوب ليعود في اليوم التالي مع الشرطة ويعتقلها. انتحرت في صباح اليوم التالي.

#### إتلاف الكتب
من خلال حملاته المختلفة، أتلف كومستوك 15 طن من الكتب و284000 رطل من الورق الذي استخدم لطباعة الكتب المرفوضة ونحو 4000000 صورة. وزعم أن «الكتب تغذي بيوت الدعارة».
تفاخر كومستوك بأنه كان مسؤولًا عن 4000 اعتقال، وادعى أنه قاد 15 شخصًا إلى الانتحار في «قتاله من أجل الشباب».

## أعماله
- مصائد الشبيبة (1883)

## روابط خارجية
- أنثوني كومستوك على موقع الموسوعة البريطانية (الإنجليزية)
- أنثوني كومستوك على موقع إن إن دي بي (الإنجليزية)